# Drahomíra Kovaříková
Drahomíra Kovaříková (* 2. října 1957) je česká politička, po sametové revoluci československá poslankyně Sněmovny národů Federálního shromáždění za Občanské fórum, později za Stranu československých podnikatelů, živnostníků a rolníků.

## Biografie
Ve volbách roku 1990 zasedla do české části Sněmovny národů Federálního shromáždění (volební obvod Západočeský kraj) za OF. Po rozkladu OF v roce 1991 přešla do frakce NOF (Nezávislí poslanci Občanského fóra). V roce 1992 pak přešla do poslaneckého klubu formace Strana československých podnikatelů, živnostníků a rolníků. Ve Federálním shromáždění setrvala do voleb roku 1992.
V živnostenském rejstříku se uvádí jako podnikatelka a členka řídících orgánů několika firem, bytem Praha 5. V komunálních volbách roku 2010 kandidovala neúspěšně do zastupitelstva hlavního města Prahy za politickou formaci Strana soukromníků České republiky.